# Rzepin (ville)
Pour les articles homonymes, voir Rzepin.
Rzepin (prononciation : [ˈʐɛpʲin] ; en allemand : Reppen) est une ville du powiat de Słubice, située dans la voïvodie de Lubusz, dans la partie occidentale de la Pologne. Elle est le siège administratif (chef-lieu) de la gmina appelée Rzepin.

## Géographie
Rzepin se trouve dans la région historique du pays de Lubusz. En 2022, la ville comptait approximativement une population de 6 447 habitants pour une superficie de 11,42 kilomètres carrés.

## Histoire
La ville a été fondée au cours de la colonisation germanique sous le règne de margraves de Brandebourg qui ont acquis le pays de Lubusz au milieu du XIIIe siècle. Bien située sur la route de Francfort-sur-l'Oder à Poznań, Reppen fut mentionnée pour la première fois en 1329.

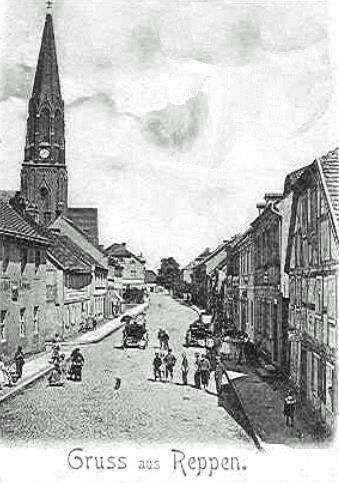
Rue principale, vers 1900.

Après la réforme administrative du royaume de Prusse en 1815, Reppen entre dans l'arrondissement de Sternberg-en-Nouvelle-Marche, qui est divisé ensuite en 1873, et elle fait partie de l'arrondissement de Sternberg-Ouest qui est lui-même partie du district de Francfort-sur-l'Oder au sein de la province de Brandebourg.
Après la Seconde Guerre mondiale, avec la mise en œuvre de la ligne Oder-Neisse, la ville intègre la République populaire de Pologne (voir Évolution territoriale de la Pologne) et la population allemande restante fut expulsée.
De 1975 à 1998, la ville appartenait administrativement à la voïvodie de Gorzów. Depuis 1999, elle appartient administrativement à la voïvodie de Lubusz.

## Transports
Rzepin est desservie par la sortie  2 Rzepin de l'autoroute A2.

## Relations internationales

### Jumelages
La ville a signé des jumelages ou des accords de coopération avec:
- Hoppegarten (Allemagne)

## Galerie

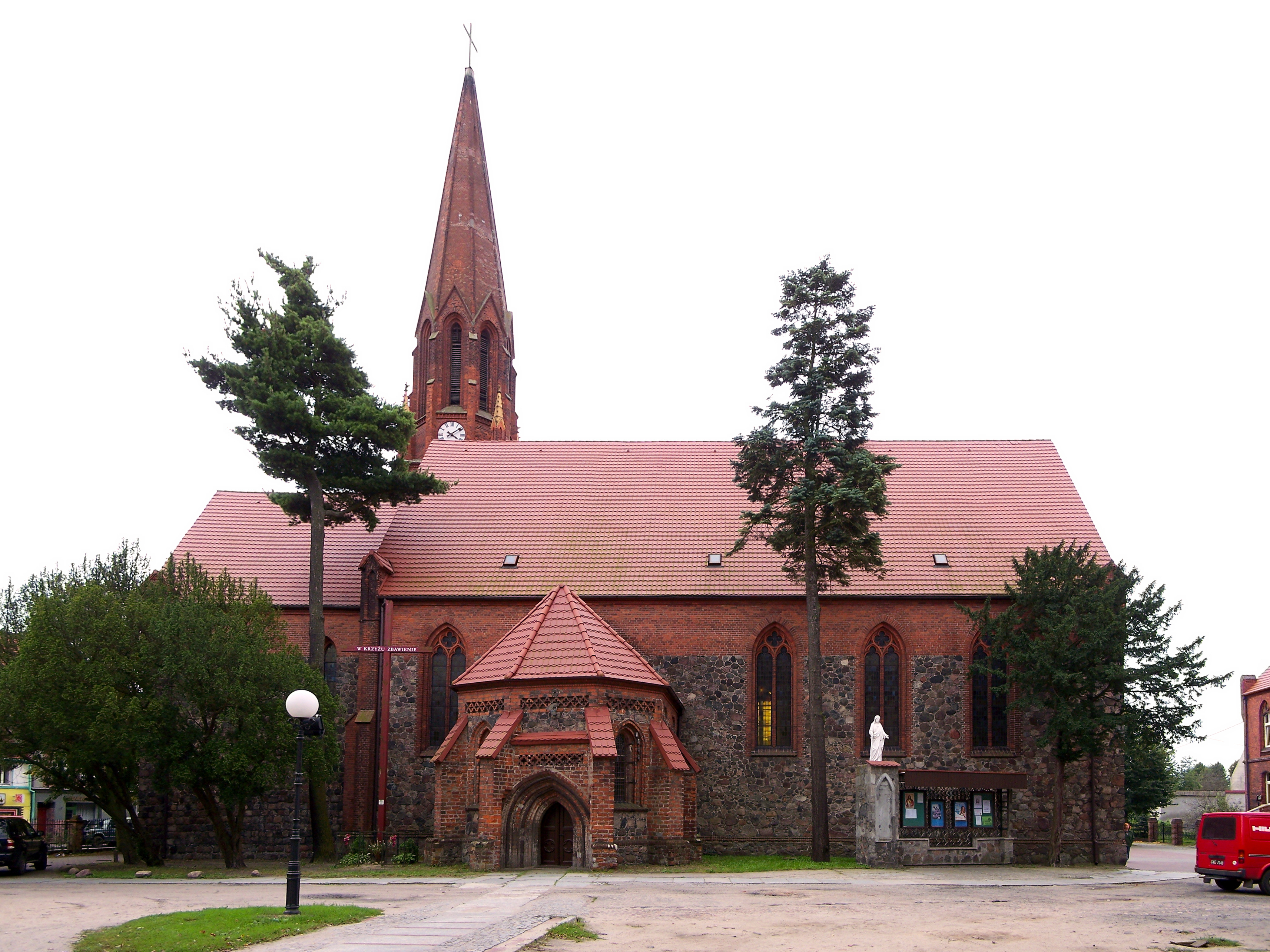
Eglise
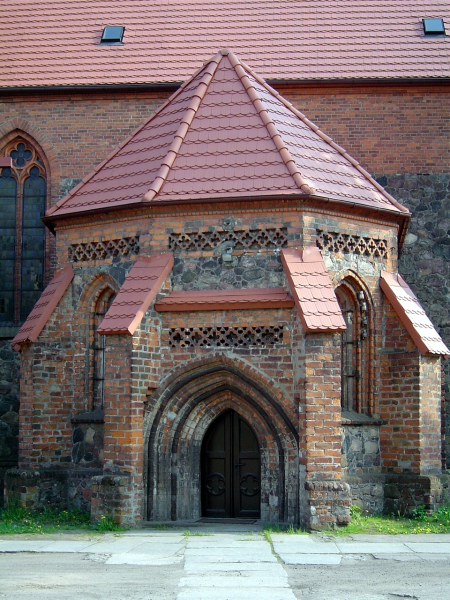
Chapelle
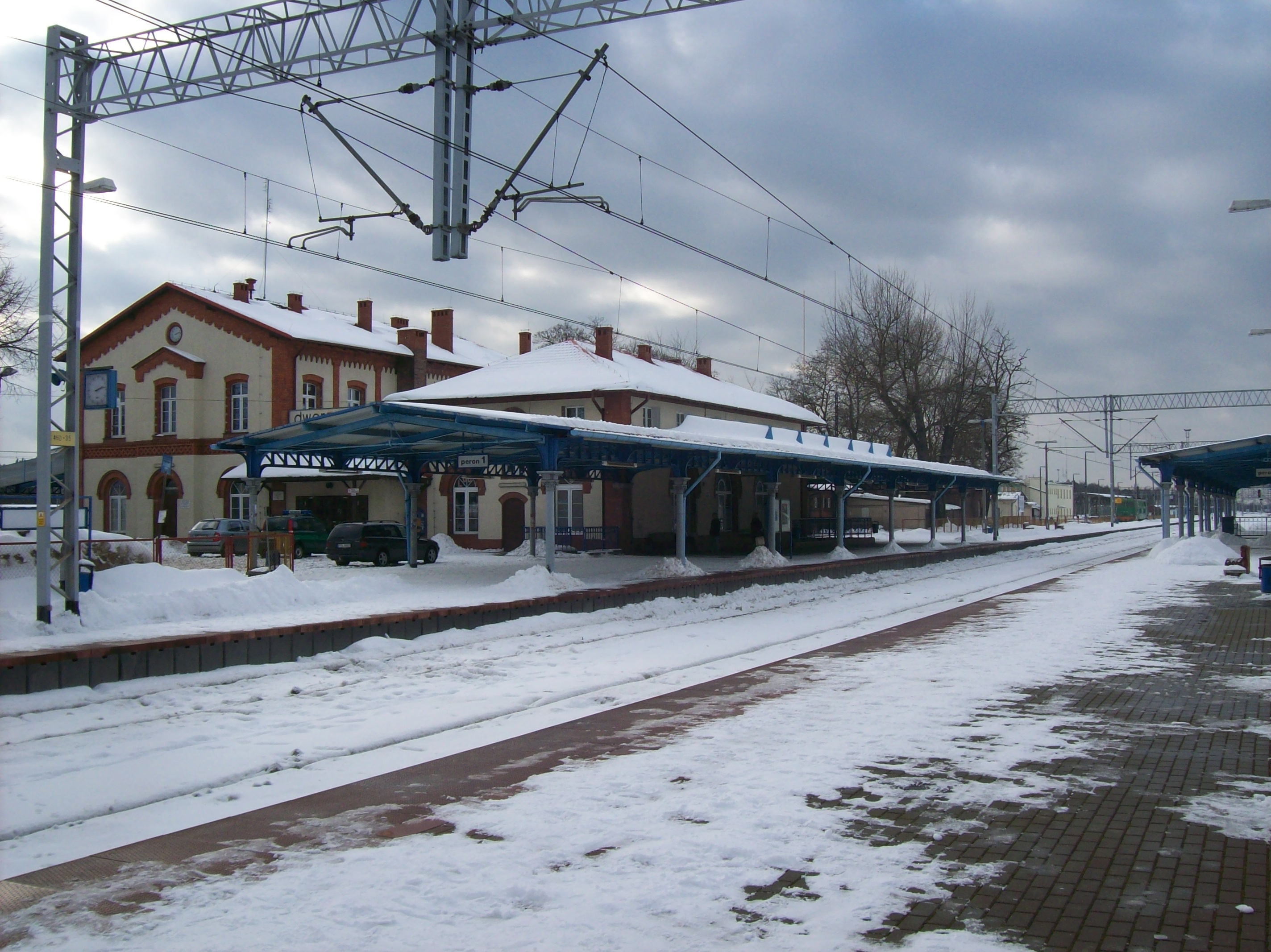
Garre ferroviaire
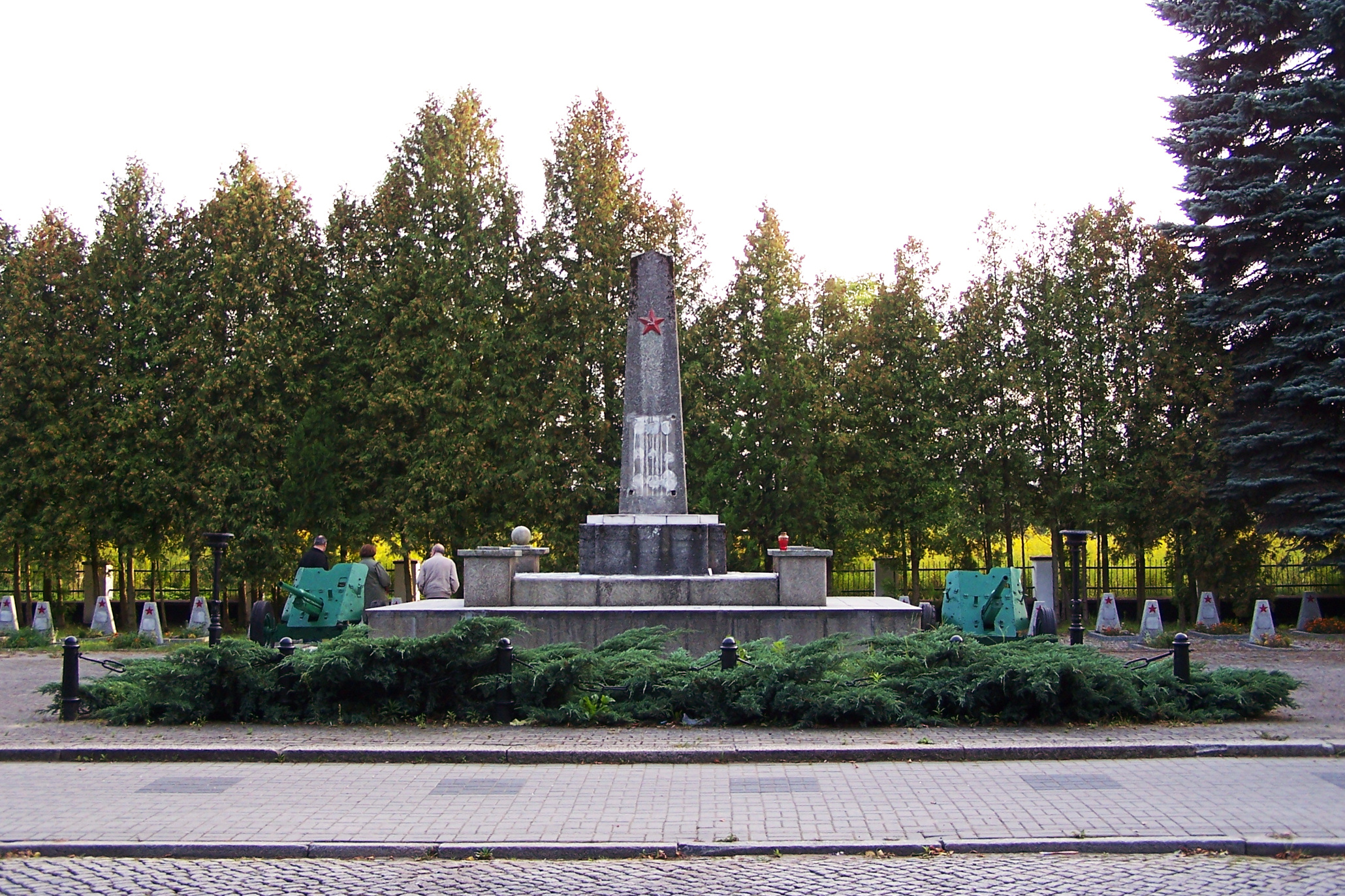
Cimetière soviétique
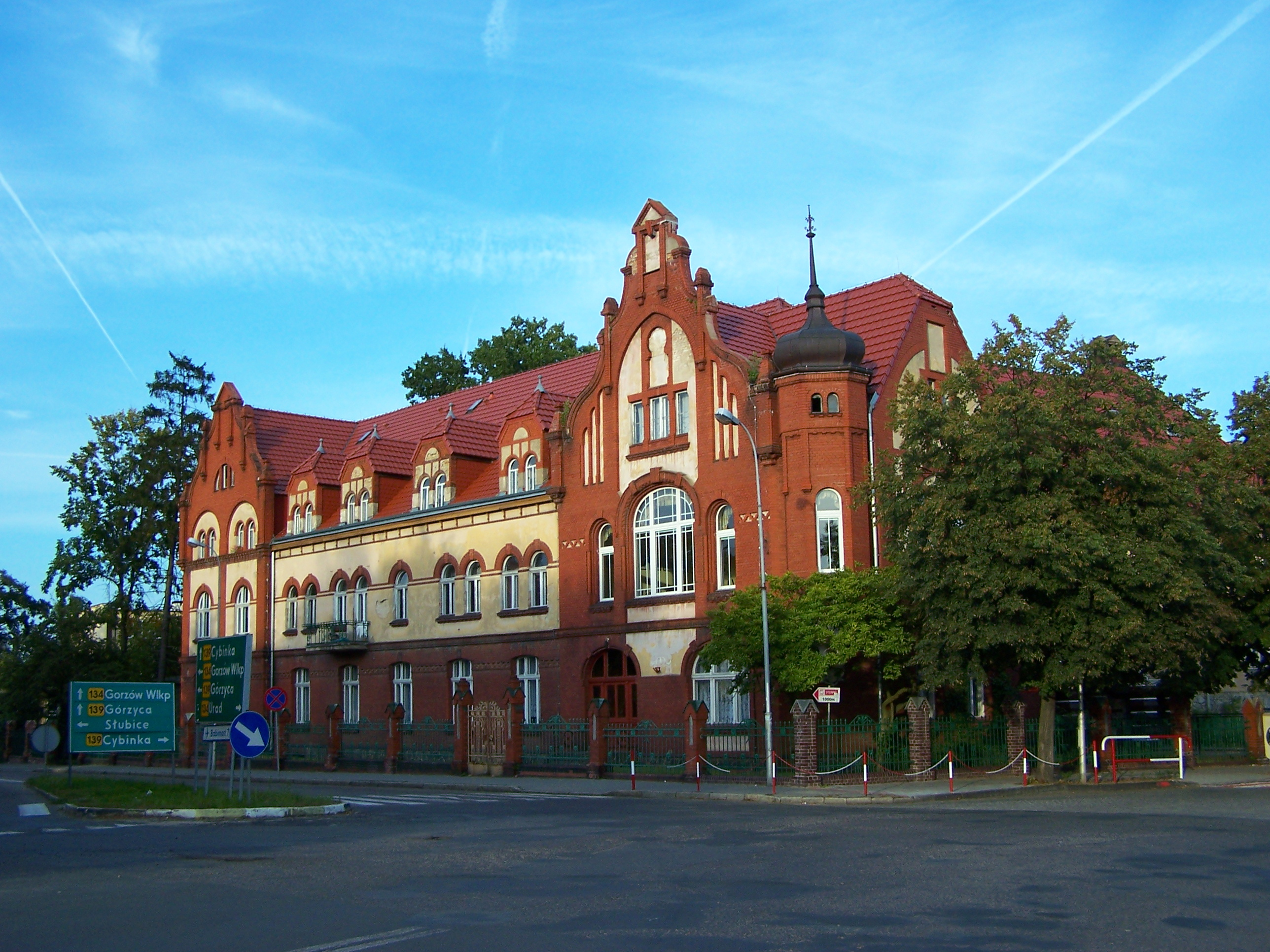
Bâtiment historique
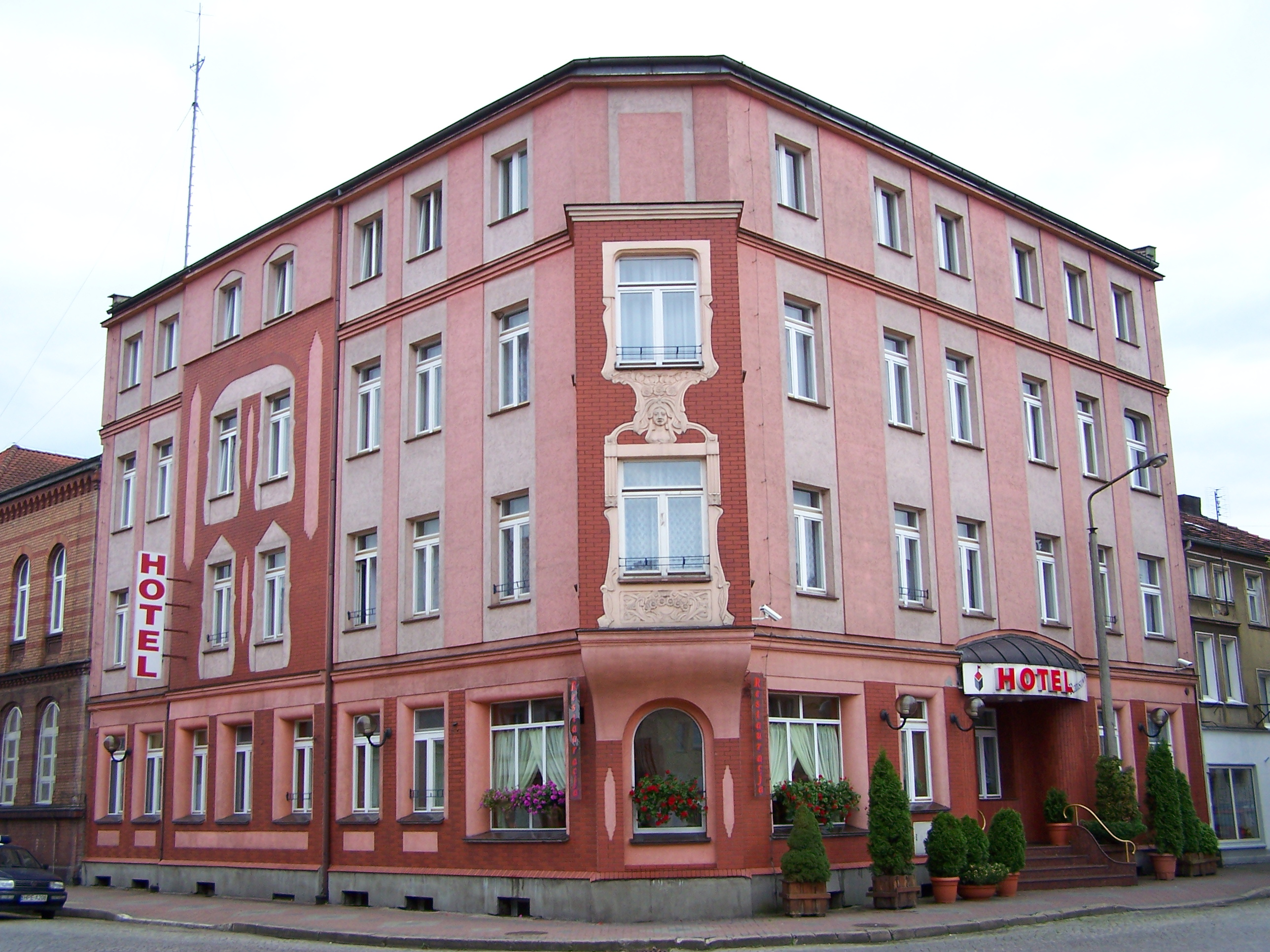
Hotel